# Krvokvět
Krvokvět (Scadoxus) je rod rostlin z čeledi amarylkovité. Jsou to vytrvalé, sezónně zatahující cibuloviny s růžicí listů a bohatým okolíkovitým květenstvím červených nebo růžových květů. Plodem je bobule. Rod zahrnuje 9 druhů a je rozšířen v subsaharské Africe a Arábii. V roce 1976 byl tento rod vyčleněn z rodu Haemanthus. Protože se v něm ocitla většina zástupců s červenými květy, bylo na něj z rodu Haemanthus přeneseno tradiční české jméno krvokvět, zatímco pro rod Haemanthus ve stávajícím pojetí bylo vybráno nové jméno bělokvět.
Krvokvěty jsou pěstovány jako atraktivní okrasné cibuloviny. Nejčastěji je pěstován krvokvět mnohokvětý, Scadoxus puniceus a jejich kříženec, krvokvět zvrhlý. Jsou to silně jedovaté rostliny, obsahující ve všech svých částech účinné alkaloidy. Otrava může končit i smrtí. Při jejich pěstování je třeba dbát zvýšené opatrnosti.

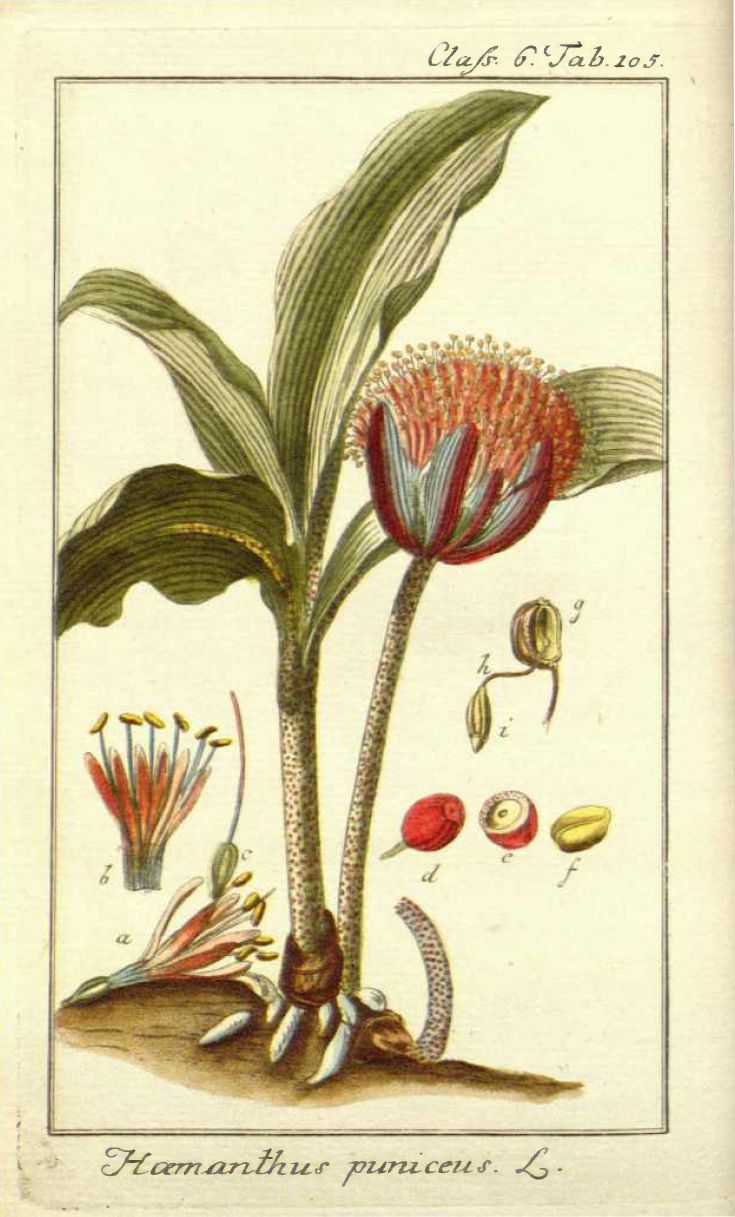
Scadoxus puniceus na ilustraci z roku 1727

## Popis
Krvokvěty jsou vytrvalé byliny, každoročně zatahující do cibulovitých podzemních orgánů nebo oddenku. Pod cibulí je připojená výrazná, zkráceně oddenkovitá část, díky níž se tento orgán označuje jako oddenkovitá cibule (rhizomateous bulb). Některé druhy ovšem mají protáhlý podzemní oddenek (např. Scadoxus cinnabarinus a S. nutans).
Listy jsou zřetelně řapíkaté, bylinné. Často svými bázemi vytvářejí pod listovou růžicí nepravý stonek. Středová žilka je na listové čepeli jasně patrná.
Květy jsou červené nebo růžové, stopkaté, uspořádané do mnohokvětých okolíků. Květenství je podepřeno zákrovem, složeným z několika volných nebo srostlých listenů. Zákrov může být opadavý nebo vytrvalý. Okvětí je šestičetné, s dlouhou a úzkou trubkou. Nitky tyčinek jsou červené a nesou drobné žluté prašníky.
Čnělka je přímá, zakončená drobounkou bliznou. Plodem jsou červené nebo oranžové, vejcovité až kulovité bobule, obsahující 1 až 3 poměrně velká, dužnatá semena.

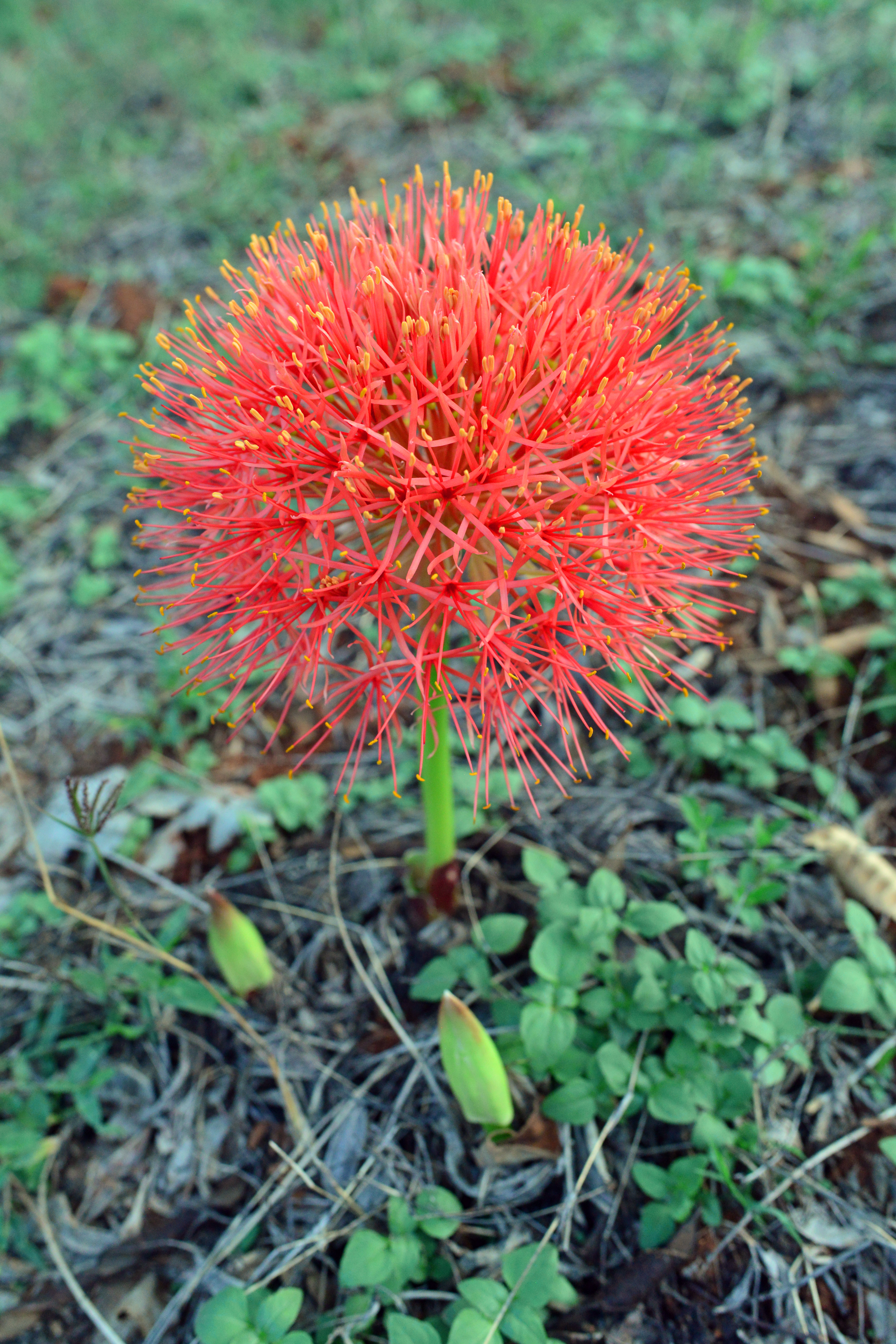
Krvokvět mnohokvětý v plném květu
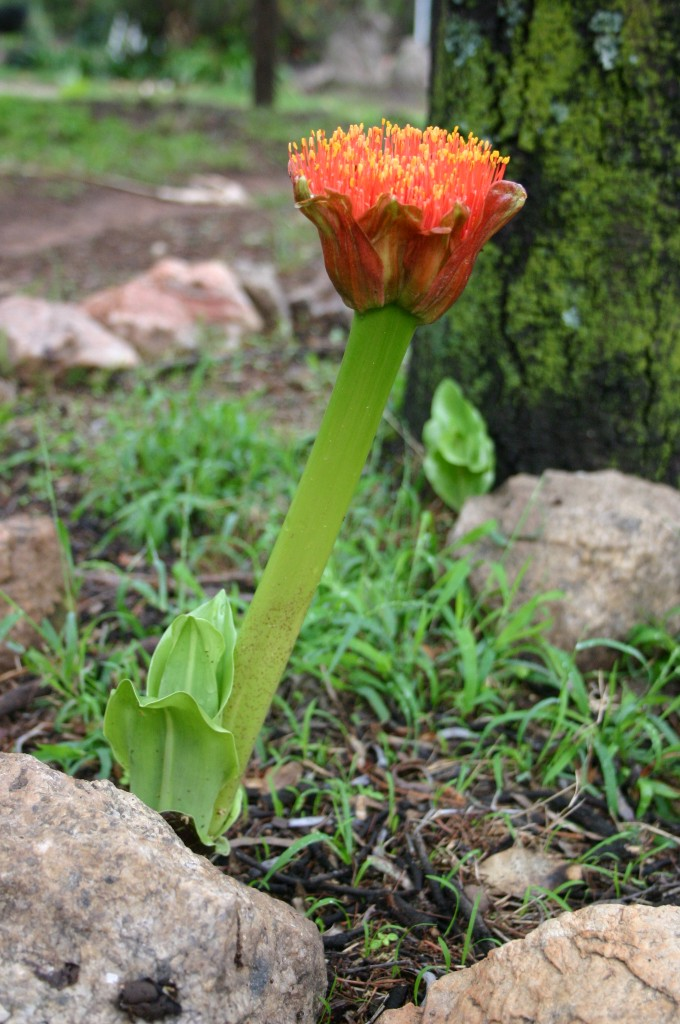
Kompaktní květenství Scadoxus puniceus
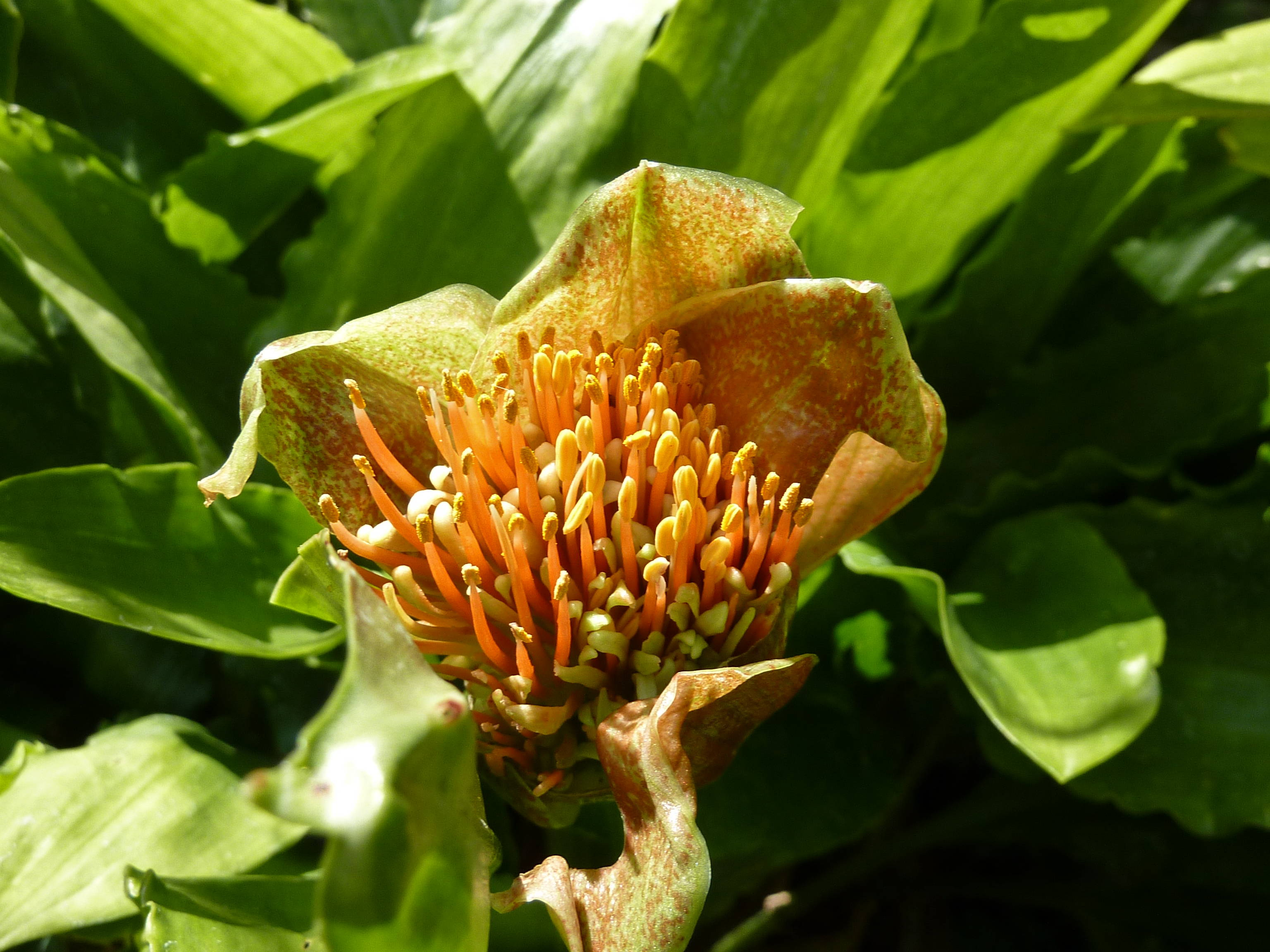
Nízké květenství jihoafrického druhu Scadoxus membranaceus
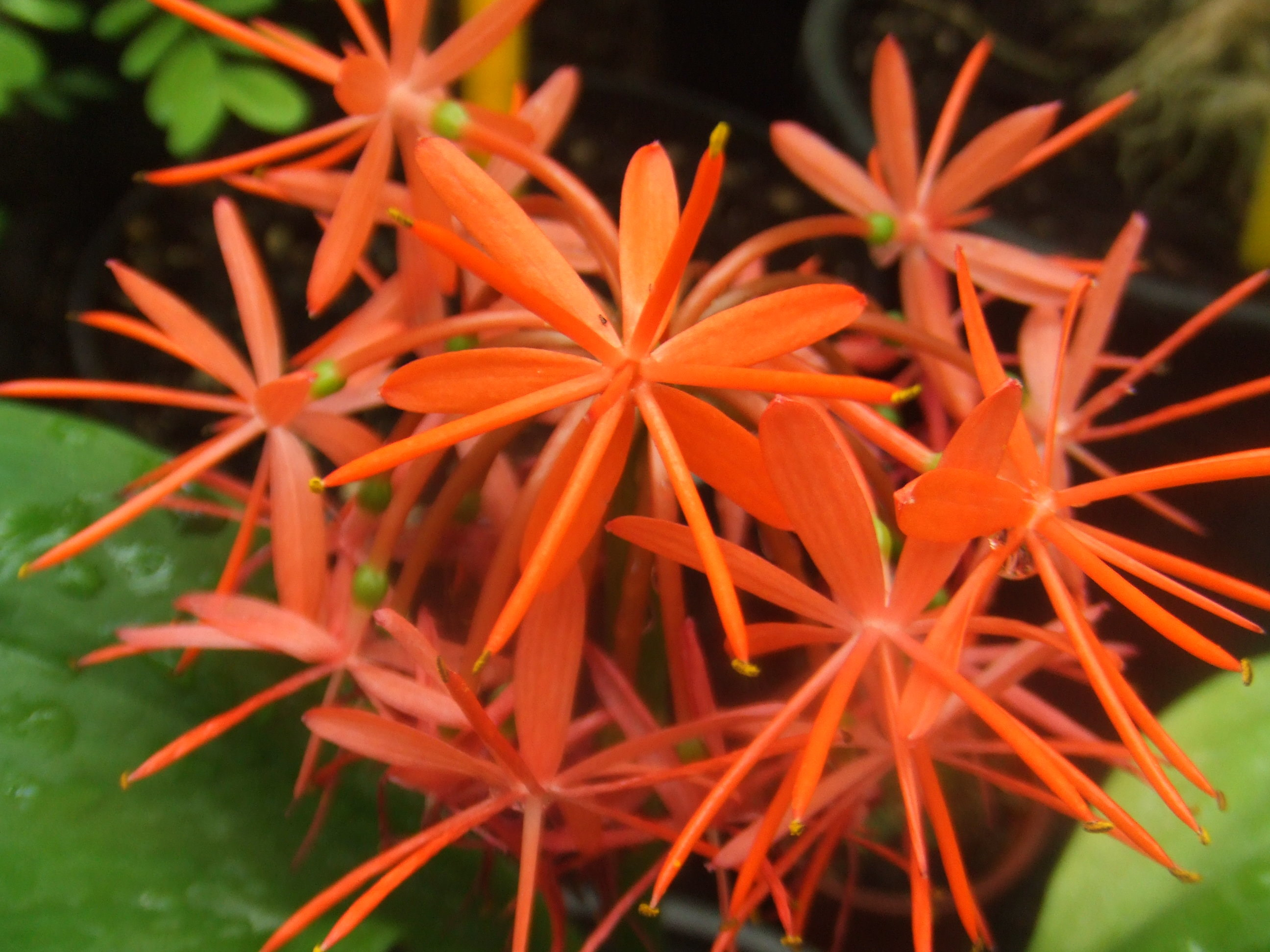
Detail květů Scadoxus cinnabarinus

## Rozšíření
Rod krvokvět zahrnuje v současném taxonomickém pojetí 9 druhů. Je rozšířen pouze v subsaharské Africe a Arábii. Oblast jeho rozšíření sahá od jihu Arabského poloostrova na západ po Senegal a na jih až po jihoafrické Kapsko. Největší areál má krvokvět mnohokvětý, který je rozšířený v podstatě v celé subsaharské Africe a jako jediný druh zasahuje i do Arábie. Velký areál mají též druhy druhy Scadoxus cinnabarinus a Scadoxus puniceus. Některé jiné druhy jsou naopak endemity pouze jediné africké země či oblasti: Scadoxus nutans v Etiopii, Scadoxus pole-evansii v Zimbabwe, Scadoxus longifolius v Zaire, Scadoxus membranaceus v jižní Africe.
Krvokvěty rostou charakteristicky na stromovitých savanách, některé druhy se však vyskytují i v poříčních a horských lesích a dokonce i v podrostu tropických deštných lesů, což je mezi cibulovinami dosti neobvyklé. Etiopský endemický druh Scadoxus nutans roste i jako epifyt na kmenech stromů, a to až do výšky okolo 10 metrů nad zemí.

## Ekologické interakce
Květy krvokvětů přitahují zejména různé motýly, kteří mají dosti dlouhý sosák, aby mohli získat nektar z okvětní trubky. Červeně zbarvené bobule jsou rozšiřovány ptáky. Pralesní druhy, jako je Scadoxus nutans z Etiopie nebo Scadoxus cyrtanthiflorus z Ugandy, mají květenství svěšená dolů a přístupná pro opylovače pouze ze spodní strany, což je vysvětlováno jako ochrana před prudkými dešti. Naproti tomu plodenství těchto druhů jsou již vzpřímená a přístupná i seshora.

## Obsahové látky a jedovatost
Krvokvěty jsou silně jedovaté rostliny, což je způsobeno zejména obsahem fenantridinových alkaloidů. Nejjedovatější částí je zřejmě cibule, jedovaté látky jsou však obsaženy v celé rostlině. Otrava po požití listů či hlíz krvokvětu mnohokvětého se projevuje silným otokem úst a jazyka, sliněním, nevolností, bolestmi břicha, zvracením, průjmem a obtížným dýcháním. Byly zaznamenány i smrtelné případy.
Po biochemické stránce je nejlépe prozkoumaným druhem krvokvět mnohokvětý, dříve uváděný pod názvem Haemanthus kalbreyeri. Byla v něm zjištěna celá řada alkaloidů, mezi jinými hippadin, narciklasin, pankratistatin, pankratisid, kalbretorin a kalbreklasin. Obdobné látky ze skupiny fenantridinových alkaloidů byly zjištěny i v jiných amarylkovitých rostlinách, např. v rodu hvězdník (Hippeastrum), lykoris (Lycoris) a lír (Pancratium).

## Taxonomie a jména
Rod Scadoxus je v rámci čeledi Amaryllidaceae řazen do podčeledi Amaryllidoideae a tribu Haemantheae. Tento rod byl v roce 1976 vyčleněn z rodu Haemanthus, kde byl do té doby veden jako podrod Nerissa. Oba rody jsou si sice blízce příbuzné, představují sesterské vývojové větve a tudíž tvoří dohromady monofyletickou skupinu, jsou však mezi nimi zřetelné morfologické i biogeografické rozdíly a jsou navzájem jasně vymezené, což bylo základem pro jejich oddělení. Listy rodu Scadoxus jsou nedužnaté, se zřetelnou střední žilkou a nejsou dvouřadě uspořádané, naproti tomu rod Haemanthus má víceméně sukulentní, výrazně dvouřadě rozložené listy bez patrné střední žilky. Další rozdíly jsou i v charakteru podzemních orgánů a postavení květního stvolu vůči listům. Rod Haemanthus je svým výskytem omezen na aridní oblasti jižní Afriky, zatímco Scadoxus se vyskytuje téměř v celé subsaharské Africe a roste převážně v méně suchých oblastech.
Prvním popsaným druhem v rámci obou rodů byl Haemanthus coccineus. Rodové jméno je odvozeno z řeckých slov αίμα (krev) a ανθος (květ). Paradoxně tento druh patří do skupiny převážně bělokvětých zástupců, podle pravidel botanické nomenklatury se však jedná o prioritní název pro danou skupinu. Druhému rodu náleží jméno Scadoxus podle druhu Scadoxus multiflorus, popsaného C.S. Rafinesquem v roce 1838 a následně vřazeného do rodu Haemanthus. Rodové jméno Scadoxus pak nebylo až do roku 1976 používáno.
V minulosti rozlišovaný druh Scadoxus katherinae je podle současné taxonomie poddruhem Scadoxus multiflorus.
Protože český název krvokvět, nejčastěji používaný v souvislosti s pěstovaným druhem krvokvět mnohokvětý (Scadoxus multiflorus), byl jako označení rodu zahrnujícího převážně bělokvěté zástupce poněkud nepřiléhavý, byl název krvokvět přenesen na nový rod Scadoxus a pro rod Haemanthus bylo navrženo jméno bělokvět.

## Zástupci
- krvokvět mnohokvětý (Scadoxus multiflorus, syn. S. katharinae)
- krvokvět zvrhlý (Scadoxus × hybridus)

## Význam

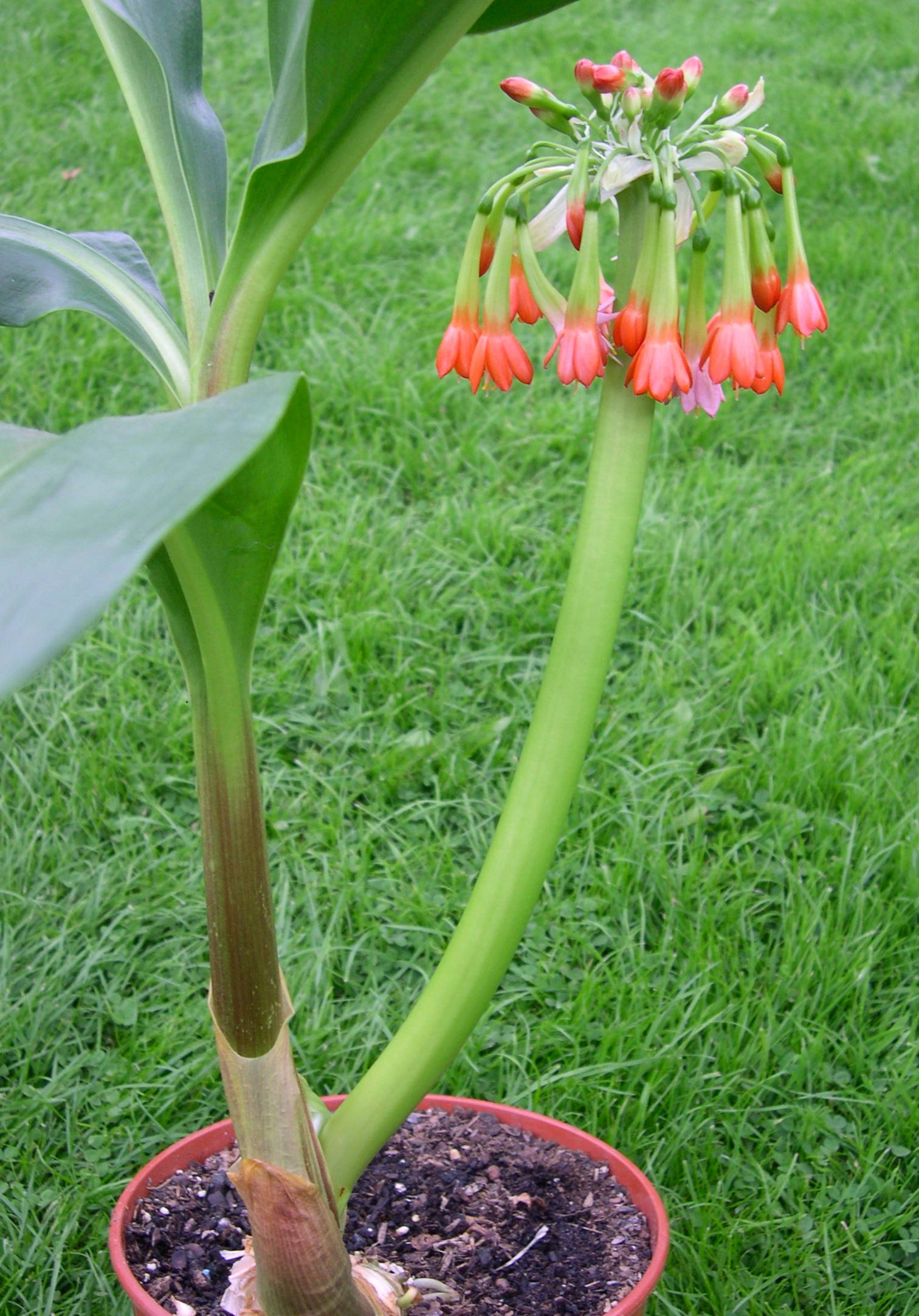
Scadoxus cyrtanthiflorus, druh s převislými květy

Některé druhy krvokvětů jsou pěstovány jako atraktivní cibuloviny. Je možno je pěstovat i v květináči, který může být jen o málo větší než je průměr cibule. Poměrně často pěstovaným a celkem odolným druhem je krvokvět mnohokvětý. Pěstuje se také Scadoxus puniceus a rovněž jejich kříženec, krvokvět zvrhlý. Při pěstování krvokvětů je třeba mít na paměti silnou jedovatost všech jejich částí a umístit je zejména mimo dosah dětí. Množí se většinou semeny.
Krvokvěty slouží v kombinaci s dalšími rostlinami v subsaharské Africe k výrobě šípových jedů a též k lovu ryb. Některé druhy mají význam v tradiční africké medicíně. Druh Scadoxus puniceus byl využíván v domorodém lékařství při léčení rakoviny. Laboratorní testy potvrdily významně cytotoxický účinek extraktu z této rostliny.

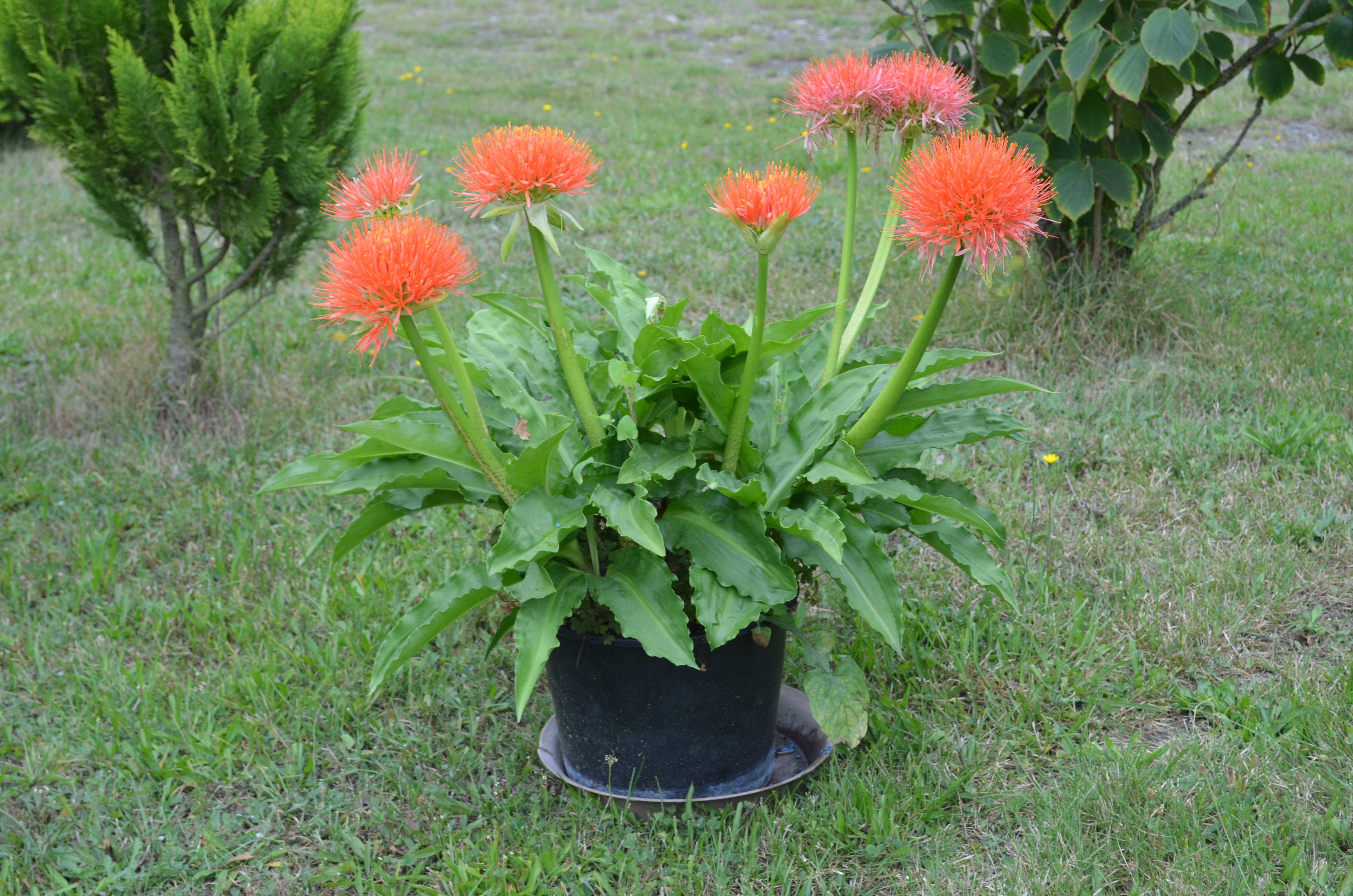
Vitální krvokvět mnohokvětý
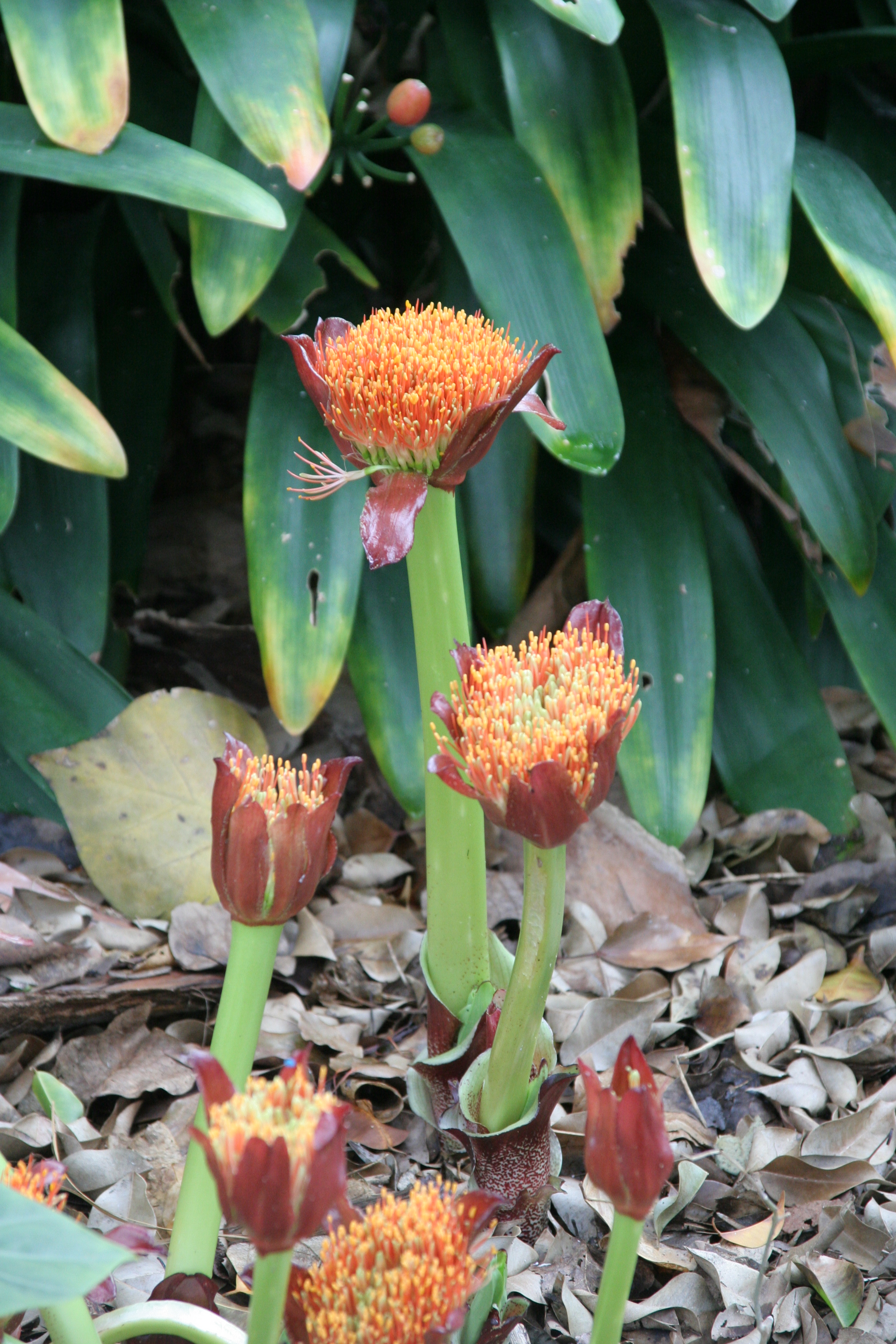
Scadoxus puniceus na Tenerife